# Tunel Helsinky–Tallinn
Tunel Helsinky–Tallinn (označovaný též jako Talsinki) je plánovaný podmořský železniční tunel, který by vedl pod Finským zálivem a spojil by hlavní města Finska a Estonska, Helsinky a Tallinn. Naváže na trať Rail Baltica a zlepší spojení střední a severní Evropy. Měřit by měl 68–85 km, z čehož by zhruba 50 km mělo vést pod mořem. Stal by se tak nejdelším podmořským tunelem na světě. Jeho otevření se odhaduje na počátek 30. let 21. století. Cena je odhadována na 15 miliard eur.

## Geografická situace a současný stav dopravy

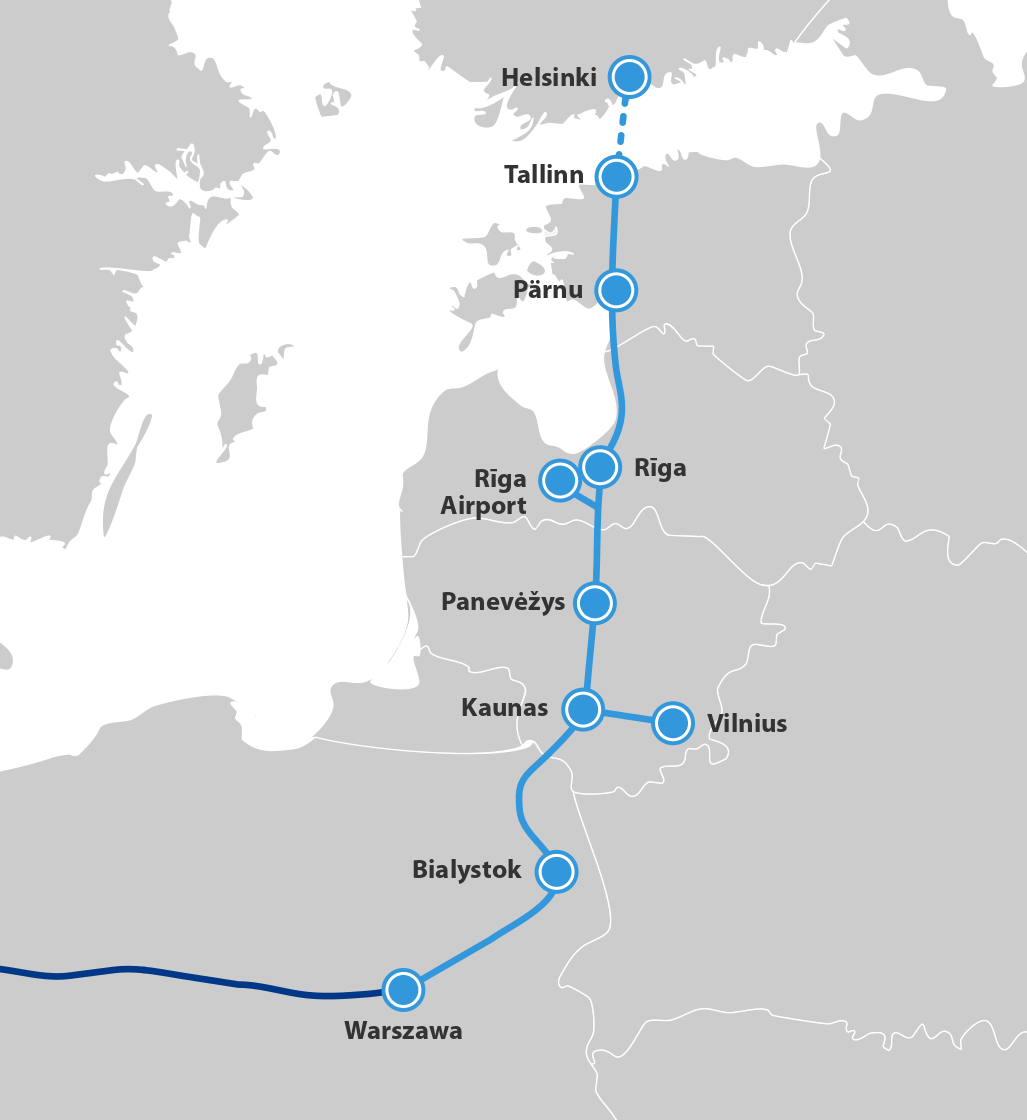
Tunel Helsinky–Tallinn by se měl stát severním zakončením vysokorychlostní trati Rail Baltica

Dvě hlavní města Helsinky a Tallinn jsou od sebe vzdušnou čarou vzdálena cca 80 km a od sebe je dělí Finský záliv. Spojení mezi nimi je zajišťováno převážně trajektem, doba jízdy se pohybuje od 1 hodiny a 40 minut (rychlé letní trajekty, v provozu od dubna do října) do tří a půl hodiny (běžné trajekty, v provozu po celý rok. Pozemní spojení mezi Helsinkami a Tallinem představuje 800 km dlouhá cesta přes Rusko.
Výstavbou tunelu s vysokorychlostní tratí by se cesta zkrátila na cca 20 minut.

## Plánování
Obě města přislíbila 100 000 eur na studii proveditelnosti, ale příslušná ministerstva obou zemí finanční prostředky poskytnout odmítla. Původní plány počítaly se zahájením výstavby na rok 2024 a jejím dokončením v roce 2030. Zahájení výstavby se však stále oddaluje, komplikace způsobil například plán finské strany na přesunutí severního konce tratě přímo do centra Helsinek (na nádraží Pasila), proti čemuž se postavil podnikatel Peter Vesterbacka (který mj. stojí za vývojem hry Angry Birds), který se zavázal celý projekt zaštítit. Estonská strana zase odmítá účast čínských investorů.